# Jean-Joseph Fiocco
Jean-Joseph Fiocco (* 15. Dezember 1686 in Brüssel; † 30. März 1746 ebenda) war ein flämischer Komponist und Kapellmeister des Barock.
Fiocco erhielt seine Ausbildung durch den aus Venedig stammenden Vater Pietro Antonio Fiocco. Er war Chormeister der königlichen Kapelle der Statthalterin in Brüssel Maria Elisabeth von Österreich. Jean-Joseph Fiocco gilt als einer der Lehrer von Ignaz Vitzthumb und von Pieter van Maldere sowie seines jüngeren Halbbruders Joseph-Hector Fiocco. 
Sein bedeutendstes Werk sind seine neun Repons de mort (Traueroden).

## Werke
- Sacri concentus, op. 1 (Amsterdam, ohne Jahresangabe), für vier Stimmen und drei Instrumente
- Missa solemnis (1732), für zwei Stimmen und Basso continuo
- Motetten
  - O Jesu mi sponse
  - Ad torrentem
  - Levavi oculos
  - Fuge Demon
- Oratorien (alle verlorengegangen)
  - La tempesta di dolori (1728)
  - La morte vinta sul Calvario (1730)
  - Giesù flagellato (1734)
  - Il transito di San Giuseppe (1737)
  - Le profezie evangeliche di Isaia (1738)